# شاون کمپ
شاون کمپ (انگلیسی: Shawn Kemp؛ زاده ۲۶ نوامبر ۱۹۶۹) یک ورزشکار اهل ایالات متحده آمریکا است.